# Stone City (Iowa)
Stone City est une localité statistique qui se trouve dans le Comté de Jones (Iowa) aux États-Unis. Au recensement de 2010, elle avait une population de 192 habitants et une densité de population de 41,14 personnes par km². Elle doit soit nom à sa carrière de pierre. 

## Géographie
Stone City se trouve à 42° 06′ 20″ N, 91° 21′ 01″ O. Elle s'étend sur 4.67 km², dont 4.52 km² correspondent à la terme ferme et (3.11%) 0.15 km² a de l'eau.

## Histoire
La localité a été fondée en 1869 par l'entrepreneur John Green (1844-1920) qui en exploitaient les carrières.
En 1930, la localité est peinte par Grant Wood dans le tableau qu'il appelle Stone City, Iowa. La colonie artistique de Stone City s'y installe peu après.

## Démographie
Selon le recensement de 2010, sa population est de 192 personnes qui y résident pour une densité de 41,14 hab./km². De ses 192 habitantes, Stone City est composée de 97.92% blancs et de 1.04% noirs, 1.04% d'Asiatiques.

## Patrimoine

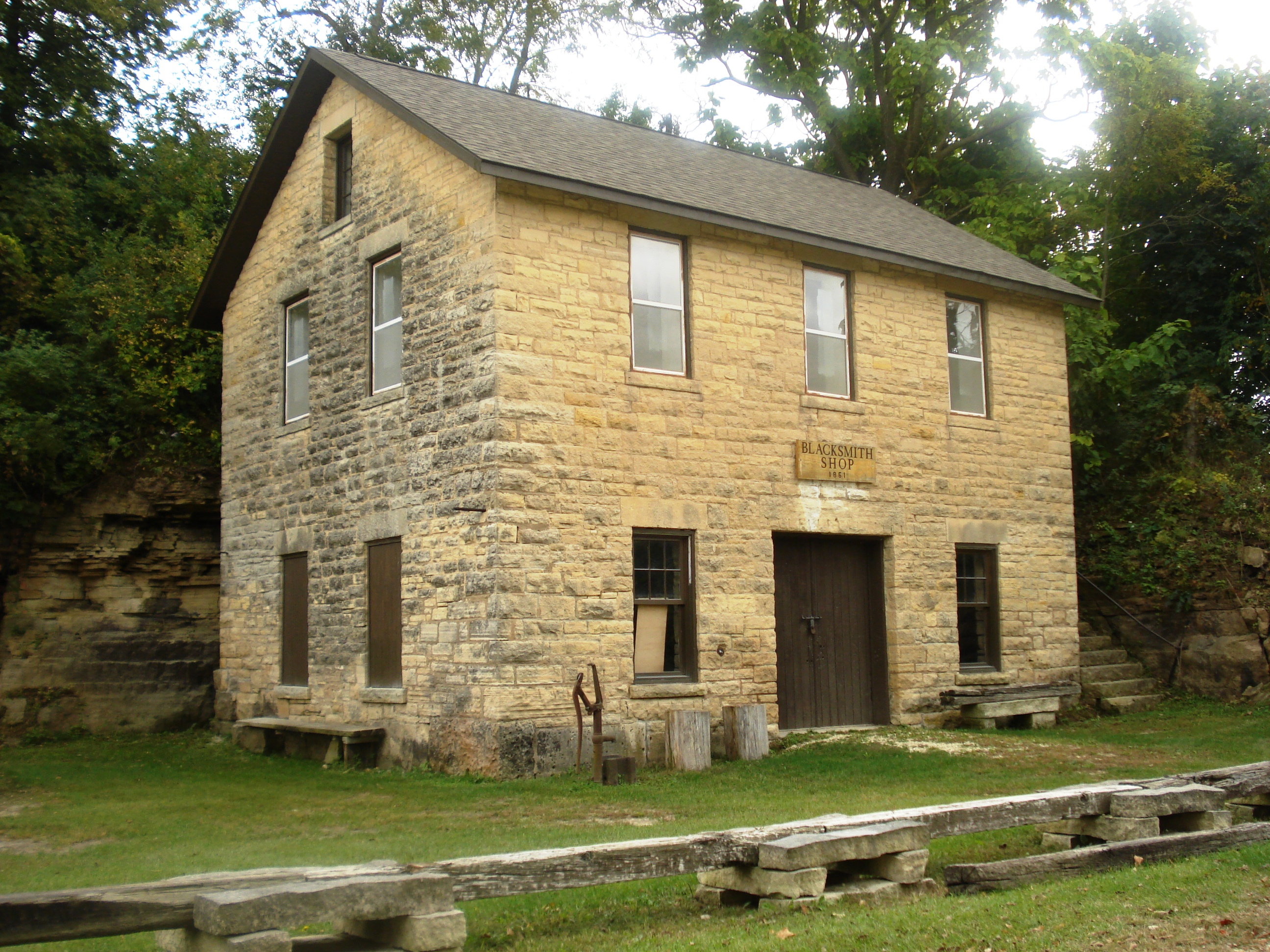
Ancien atelier du forgeron

- District historique de Stone City (2008)
- Église Saint-Joseph de Stone City